# 森一生 (工学者)
森 一生（もり いっせい、1948年12月23日 - ）は、日本の工学者。東北大学大学院名誉教授。福岡県出身。
早期癌診断などに利用される、ヘリカルスキャンX線CT装置の開発者。

## 略歴
- 1971年　東北大学工学部通信工学科卒業、東京芝浦電気株式会社（現・東芝）入社
- 1988年　東芝CT技術部主査
- 1996年　東芝医用機器技術研究所　MRI担当　主幹
- 1998年　東芝医用機器システム開発センター　放射線技術主幹
- 2002年　東芝医用システムエンジニアリング株式会社入社
- 2004年　国際医療福祉大学医療福祉学研究科博士課程修了、東北大学教授
- 2008年　東北大学大学院教授
- 2012年　東北大学大学院教授を退任

## 表彰
- 1993年　機械振興協会　機械振興協会賞　通産大臣賞
- 1998年　新技術開発財団　市村産業賞　功績賞
- 1999年　全国発明表彰　科学技術庁長官発明賞
- 2000年　科学技術庁長官賞　科学技術功労者表彰
- 2001年　紫綬褒章
- 2009年　学術奨励賞
- 2010年　研究奨励賞

## 委員
- 2007年　電子情報通信学会  査読委員
- 2008年　医用画像工学会  編集委員

## 著書
- 医用画像診断装置（コロナ社　1988年）
- 医用画像辞典（日経メディカル開発　1998年）
- 医用機器II（ヘルスプロフェッショナルのためのテクニカルサポートシリーズ第5巻）（コロナ社　2006年）
- 診療放射線技師　マスター・テキスト　上・下巻（メジカルビュー　2008年）
- CTとMRI -その原理と装置技術-（コロナ社　2010年）